# 1628
1628 је била преступна година.

## Догађаји

### Март
- 19. март — Енглески колонисти у Северној Америци су основали колонију Масачусетс.

### Јун
- 7. јун — Енглеском краљу Чарлсу Ι поднета Петиција права

### Август
- 10. август — Шведски војни брод Васа је потонуо у стокхолмској луци после само 20 минута свог првог и јединог путовања.

### Октобар
- 28. октобар — Краљевске трупе под кардиналом Ришељеом су после вишемесечне опсаде заузеле хугенотско упориште Ла Рошел.